# Мирний (Томський район)
Ми́рний (рос. Мирный) — селище у складі Томського району Томської області, Росія. Адміністративний центр Мирненського сільського поселення.

## Населення
Населення — 1256 осіб (2010; 1147 у 2002).
Національний склад (станом на 2002 рік):
- росіяни — 91 %